# 新里ねぎ

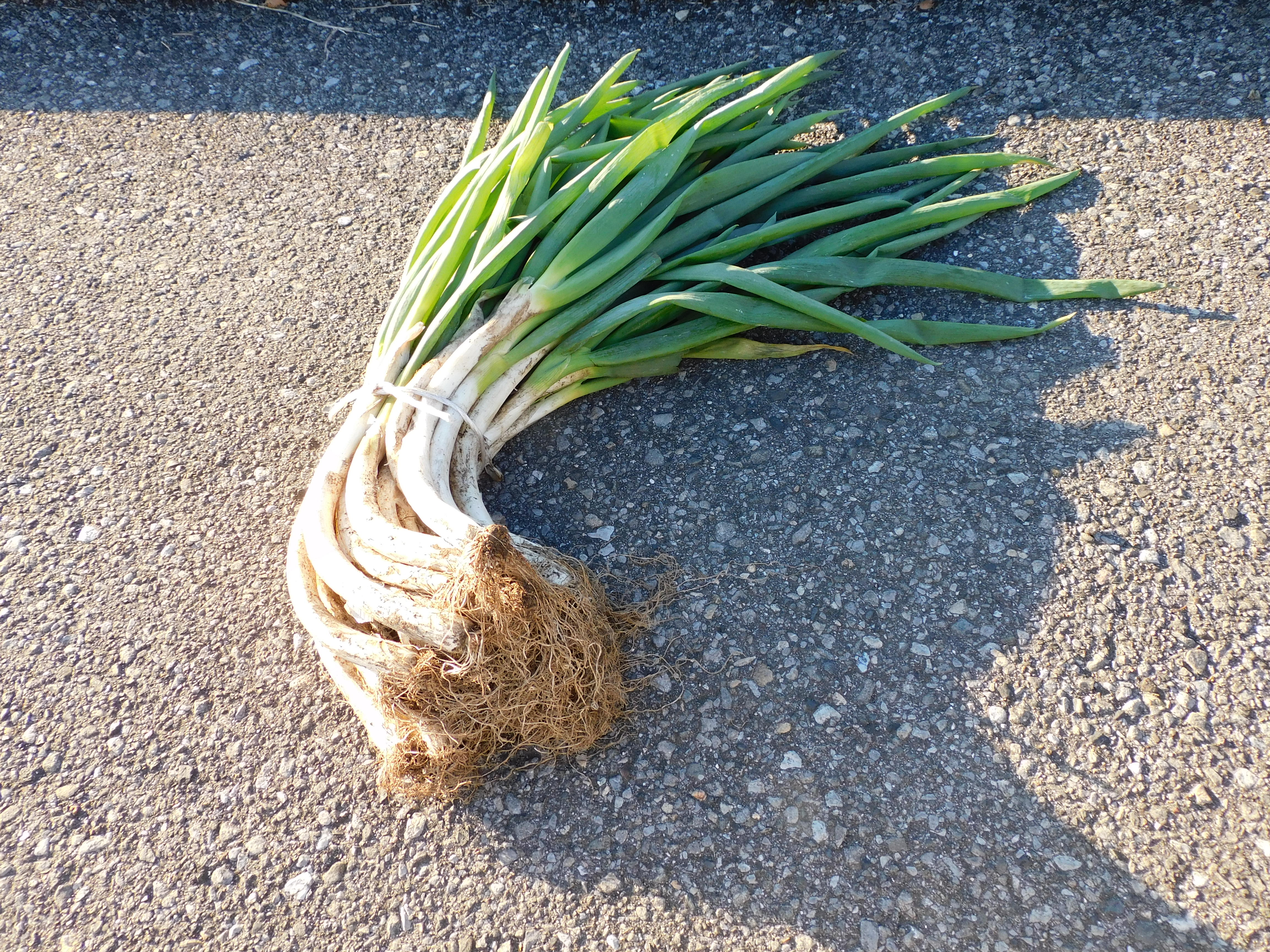
新里ねぎ（在来品種）

新里ねぎ（にっさとねぎ）は、栃木県宇都宮市新里町で栽培している、曲がりネギ。栽培品種は千住系（千住合柄系）と推定される在来品種と、元蔵などの外来品種がある。「踏返し」（ふんがえし）と呼ばれる作業によってネギを曲げる、独特の栽培方法を採る。日本の地理的表示（GI）保護制度の登録産品であり、うつのみや農産物ブランド推進協議会が認定するブランド農産物である。

## 歴史
新里ねぎは江戸時代から栽培が始まったとされるが、来歴はよく分かっていない。『本朝食鑑』に日光がネギ産地であると記されているが、それが新里ねぎを指しているかどうかは不明である。また、『日光道中略記』には新里村に隣接する徳次郎三宿の産物としてゴボウ・カンピョウと並び、ネギが挙げられているが、品種までは分からない。この徳次郎宿に伝わる民謡・徳次郎節には、「新里のお客は早くに帰れヨー 葱の肥やしがヨー おそくなる」という一節があり、徳次郎節は17世紀頃から歌い継がれているとされることから、品種はともかく、江戸時代の新里村でネギ栽培が行われていたと推定することは可能である。
明治時代には換金作物として新里ねぎを栽培するようになった。1889年（明治22年）の下野新聞に、新里ねぎ農家が200戸あり、1戸あたり15円の収入があるという記事がある。新里は、周囲三方を山に囲まれ、冬季に日照時間が長くなるので気温が下がりづらく、畑の土が粘土質で石が混じっているので地温が下がりづらいという、ネギの栽培に適した気象条件と土壌条件がそろっていた。1929年 - 1930年（昭和4 - 5年）の新里ねぎの栽培面積は、栃木県のネギ畑の65％（304.85町歩≒302.3 ha）を占めていたが、1934年（昭和9年）の新里ねぎの栽培面積は207町歩（≒205 ha）と、千住ねぎに次ぐ第2位の栽培品種になった。この頃の菊沢村（現・鹿沼市）の農家の新里ねぎ栽培記録が残っており、この農家では苗を国本村新里から仕入れ、6月下旬から7月上旬に定植、11月から2月上旬に収穫し、154円34銭の粗収入があり、55円99銭の利益を得ていた。
本格的に換金作物として生産が始まったのは第二次世界大戦以後であり、青果市場への出荷や贈答品としての取引が活発化した。1955年（昭和30年）発行の『栃木県市町村誌』によれば、「誰もが知る程有名」で、年産は15万貫（=562.5 t）、「宇都宮市場の冬の味覚を一身に集めて」いたという。旧来はサトイモや陸稲などと組み合わせて輪作を行っていたが、1990年代には連作障害の問題を抱えつつ、連作が一般化していた。
1995年（平成7年）から機械による作付を導入し、栽培の省力化を図っている。まっすぐなネギを含めた1990年代の新里町のネギ栽培面積は約30 haで、漸減傾向にあった。軟らかく傷みやすいこと、一般的なネギに比べて栽培期間が長く手間がかかること、曲がった形状が市場から敬遠されたことなどが重なり、まっすぐなネギを栽培する農家が増加した。1996年（平成8年）、在来品種の新里ねぎとニラをかけ合わせた「なかみどり」（ねぎにら）が開発された。
2014年（平成26年）には、在来品種の新里ねぎを栽培する農家は3戸、栽培面積は1 haに減少し、生産量の減少から「幻のねぎ」と呼ばれる存在になった。この頃、新里ねぎ農家は地元の宇都宮市立国本西小学校の3年生に新里ねぎの栽培方法を教え、東日本大震災の被災地にネギの種や野菜を送るボランティア活動を行っていた。2017年（平成29年）5月26日に、栃木県で初めて地理的表示（GI）保護制度による登録産品となり、2019年（令和元年）10月には、うつのみや農産物ブランド推進協議会認定のブランド農産物（認定区分「宇都宮ならではのもの」）となった。GI登録の前後で新里ねぎの単価は2割上昇し、栃木県外からの注文が増え、売り上げはおよそ2倍に達した。2019年度の新里ねぎ生産組合の組合員数は15人で、栽培面積は約2.5 ha、生産量は約28 tであった。

## 品種
新里ねぎの「新里」は産地の名である。在来品種は千住系（千住合柄系）と考えられており、主に自家採種によって選抜されてきた。農業・食品産業技術総合研究機構の農業生物資源ジーンバンクに登録されている（登録番号：25457、保存番号: 27909）。草勢と耐寒性に優れ、火山灰質の土壌に高い適応性を示す。
しかし、病害の発生などを理由として、純粋な在来品種は1990年代の時点で1 - 2割程度に減少し、耐病性が高く収量の多いF1品種が主流となっている。生産量は減少しているものの、年末になると、お歳暮として在来品種が求められるため、在来品種には根強い需要がある。外来品種では、元蔵、越谷、明彦、望月などを栽培している。

## 曲がりねぎ
新里ねぎは軟白部（ネギの白い部分）が湾曲しているのが特徴であるが、自然に曲がったネギが育つのではなく、「踏返し」（ふんがえし）または「軟白」と呼ばれる作業を行うことで、人為的に曲げている。新里町の畑地は粘度が高く、小石混じりであったことから、深く耕すことができず、ネギを曲げる栽培方法が誕生した。新里町の住民は、この土を「まつち」と呼び、ネギ以外にハクサイやニンジンなども栽培してきた。
曲がりねぎは東北地方や北陸地方などで栽培されており、地下水位が高く、深くまで耕せない沖積土の広がる畑作地で、軟白部の長さを稼ぐための知恵として生み出された。栽培品種は産地の風土に合ったものが選択されるので、共通性はないが、軟らかく甘みが強いという点は共通している。一般に曲がりねぎの軟白部は長いが、新里ねぎはやや短いのが特徴である。

## 生産暦

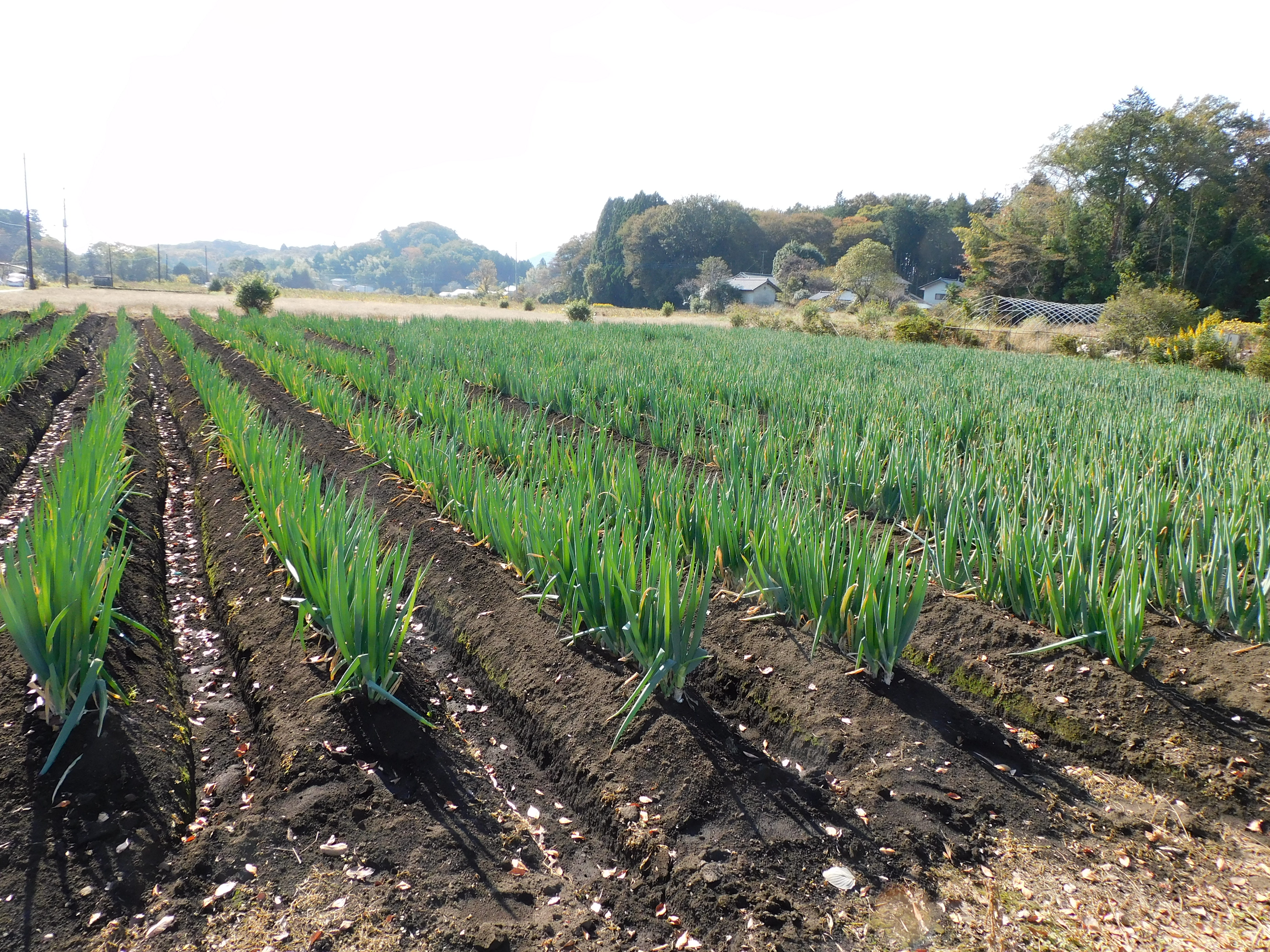
新里ねぎ畑

一般的なネギが1年に2回収穫できるのに対し、新里ねぎは生産に1年超を要する。伝統的には、9月頃に播種し、8月以降に収穫する「秋まき夏秋採り」と、2月頃に播種し、11月以降に収穫する「春まき冬採り」の2つの作型があり、秋まきが主であった。1970年代頃は、作付面積の大きな農家では夏まき・秋まき・冬まきの3作型で栽培していた。ところが、秋まきの場合は黒腐菌核病（くろぐされきんかくびょう）が多発したため、1990年代には春まきが主流になり、2000年代には春まきだけになった。以下、「春まき冬採り」の栽培暦を示す。
播種（種まき）は、2月下旬から3月上旬にかけて行う。播種機を使い、穴1つに付き3粒ずつ種をまく。直まきの場合はトンネル育苗、ポット栽培の場合は温室で育てる。播種から6 - 7日後に発芽し、太いネギになるように、何度も葉を切り落としながら、草丈12 cmになるまで育苗する。農家がネギに水を与えるのは、この育苗期のみである。
育った苗は、4 - 5月頃に畑に定植する。苗を大・中・小により分け、同じ大きさの苗を植え、株間は9 cmずつ空ける。畑10 aあたり堆肥2 t、苦土石灰100 kg、窒素・リン酸・カリをそれぞれ10 kgほどまいて、定植前によく耕しておく。手植えの場合は植え溝を掘る必要があるが、機械植えの場合は溝を掘る必要はなく、畦の間隔を90 cmとればよい。畦は畑の状態に応じて南北方向の畦か東西方向の畦か見極める。ねぎぼうずが生えてきたら除去する。
定植後は月1回程度、施肥を行う。肥料は低度化成を10 aあたり2 kg与え、軽く中耕・土寄せする。畑への水やりは行わない。7月頃に「踏返し」（ふんがえし）または「軟白」と呼ばれる作業を行い、曲がりねぎにする。
踏返しによって倒されたネギは、しばらくすると直立する。直立したら、軟白部を長くするために土寄せを行う。この土寄せ作業は「白味上げ」（しろみあげ）といい、月1回行う。白味上げと同時に病害虫の防除のため、農薬を散布する。新里ねぎの病害にはべと病・黒斑病・さび病などがある。かつて、最も多く発生していた黒腐菌核病は、秋まきをやめることで軽減された。
F1品種は11月頃に生長が止まり土の上に出ている青葉が枯れ始めるが、在来品種は11月以降に生長が加速し、12月末まで生長を続ける。
最後の土寄せ（白味上げ）から40 - 60日後を標準として、収穫・出荷する。白味上げの時期を調整することで、収穫・出荷時期も調整することができる。最盛期にはパートタイマーを雇用して、農家1軒で1日に200 kg収穫する。収量は10 aあたり3 - 4 tである。箱詰めして出荷する際は、軟白部の長さに応じて青葉の部分の切り取る長さを調整する。

### 踏返し
踏返しは曲がりねぎを作るための作業であり、最も重要な作業である。作業は次の手順で行う。まず、まっすぐに伸びたネギ（図の1）のそばに、機械で幅15 - 20 cmの溝を掘る。溝の深さは根よりも4 - 5 cmほど深くし、東西畝の場合は北側に、南北畝の場合は西側に溝を掘る（図の2）。次に鍬（くわ）などで土ごとネギを倒す（図の3）。この時に少し根を切ることで、ネギに発根を促し、栄養を出させる。倒した後は土寄せする（図の4）。倒されたネギは再び直立しようとするため、根元の曲がったネギになる（図の5）。ネギは曲げられたストレスで軟らかく、甘くなる。
踏返しを早くすると、細いネギになり、曲がり具合と品質が悪くなる。踏返しが遅れると、軟白部が生長せず、硬くなり、品質が悪くなる。また、畑が乾燥しているときに行うと乾害を起こし、湿り気が多いときに行うと根腐れや赤さび病などを起こしやすい。このため、踏返しの時期の見極めが重要である。
踏返しの作業は労力を要するが、溝を掘って横倒しにする方法は、他の曲がりねぎ産地のように、直立したネギを一度畑から抜き取って斜めに植え直す方法と比べれば、作業負荷は小さい。

## 流通
新里ねぎは、5本（約2 kg）を1束に結束したものを、10束単位で出荷する。流通規格は大きい順にLL、L、M、Sの4段階ある。出荷先は主に宇都宮市内であり、1970年代の宇都宮市場では品質と食味が高く評価されていた。2010年代には青果市場への出荷はほとんどなくなり、道の駅うつのみや ろまんちっく村や直売所での販売が主である。ろまんちっく村では、村内の「あおぞら館」に特設コーナーを設け、紹介パネルを設置して販売する。直売所では他のネギより高値で販売され、F1品種より在来品種の方がより高い値が付けられる。農家から日本中の消費者への直接発送も多く、Sサイズのネギは飲食店へ出荷する。
12月から2月にかけて流通し、最盛期は12月下旬である。年末になると、在来種の新里ねぎのお歳暮需要が高まるが、お歳暮需要は高齢者に偏っている。秋まきと春まきを行っていた頃は、9月から12月まで流通していた。

## 食味と喫食法
在来品種は軟白部が短く、葉数はやや多めで、軟らかく甘みがある。このうち、軟らかく甘みがあるという特徴は、他の産地の曲がりねぎと共通している。寒さが増すと、より甘みが強くなる。緑色の葉の部分も食べることができる。
加熱すると甘みが出るので、新里ねぎ生産組合の組合長は、しゃぶしゃぶや鍋料理にすることを推奨している。生で食べても辛みが少なく、薬味にしたり、薄切りにして白だし醤油とごま油で和えて、黒コショウをかけ酒肴にしたりする食べ方もある。
新里ねぎを使った加工食品の商品展開がなされている。「新里ねぎドレッシング」と「新里ねぎたまり漬け」は2013年（平成25年）に新里ねぎの生産農家が顧客や知人とともに栃木県の「フードバレーとちぎ農商工ファンド」を利用して開発した商品である。「新里ねぎ塩だれ煎（せん）」は、2021年に大田原市の土産菓子の企画・販売を行う企業が販売開始した商品である。